# Приуральє
Приура́льє (рос. Приуралье, башк. Приуралье) — присілок у складі Архангельського району Башкортостану, Росія. Входить до складу Тавакачевської сільської ради.
Населення — 373 особи (2010; 380 в 2002).
Національний склад:
- башкири — 95 %